# Helmut Wohlschlägl
Helmut Wohlschlägl (* 28. August 1949) ist ein österreichischer Geograph und Geographiedidaktiker. Wohlschlägl ist Universitätsprofessor i. R. für Regionalgeographie an der Universität Wien.

## Werdegang
Nach dem Studium der Geographie und Geschichte an der Universität Wien legte Wohlschlägl die Lehramtsprüfung ab. Seit 1974 war er wissenschaftlicher Assistent am Institut für Geographie an der Lehrkanzel für Human- und Bevölkerungsgeographie bei Ernest Troger (1926–1988). Er dissertierte 1984 mit einer Arbeit aus dem Bereich der geographischen Fremdenverkehrs- und Freizeitforschung („Gästestruktur und räumliche Verteilung von Gästegruppen in einem Zentrum des längerfristigen Erholungsfremdenverkehrs – Krumpendorf am Wörthersee“) und habilitierte sich 1988 für die Fachgebiete Humangeographie und Fachdidaktik der Geographie an der Universität Wien mit einer bevölkerungsgeographischen Habilitationsschrift aus dem Bereich der Dritte-Welt-Forschung in Südostasien („Verlauf, räumliche Differenzierung und Bestimmungsgründe des Rückgangs der Geburtenhäufigkeit in Thailand – eine bevölkerungsgeographische Fallstudie vor dem Hintergrund theoretischer Konzepte und empirischer Befunde zum Wandel des generativen Verhaltens in der Dritten Welt.“)
1991 erfolgte die Ernennung zum Außerordentlichen Universitätsprofessor für Regionalgeographie am Institut für Geographie der Universität Wien (Nachfolge Ernest Troger), mit der Aufgabe, auch den Bereich Fachdidaktik zu betreuen. Hier war einer seiner Forschungsschwerpunkte Migrationsforschung, Südostasien; später aber auch, beeinflusst von Wolfgang Sitte, die Fachdidaktik Geographie und Wirtschaftskunde, die er auch als Institutsvorstand in den folgenden Jahrzehnten maßgeblich förderte und zu ihrer Positionierung in Österreich beitrug. Seit 1999 ist er auch Herausgeber einer achtbändigen österreichischen GW-Schulbuchreihe (Durchblick).
2014 trat er in den Ruhestand und wurde von der Österreichischen Geographischen Gesellschaft zu ihrem Präsidenten gewählt. Ein ausführlicher Würdigungsartikel zu seinem 70. Geburtstag findet sich in der österreichischen Zeitschrift GW-Unterricht Heft 155/2019.

## Publikationen
- Veröffentlichungsliste Helmut Wohlschlägl
- Publikationen Helmut Wohlschlägl – Bestand an der UB-Wien
- Schriftleitung der Mitteilungen der Österreichischen Geographischen Gesellschaft – Link zu den Online-Ausgaben
- Abhandlungen zur Geographie und Regionalforschung
- gem. mit K. Husa Hrsg.: Beiträge zur Bevölkerungs- und Sozialgeographie
- gem. mit H. Hitz Hrsg.: Das östliche Österreich und benachbarte Regionen. Exkursionsführer zum Deutschen Geographentag 2009 • Band 3
- Schriftenreihe gem. mit Ch. Vielhaber Hrsg.: Materialien zur Didaktik der Geographie und Wirtschaftskunde
- W. Sitte, H. Wohlschlägl Hrsg.: Schulgeographie im Wandel. Beiträge zur Neugestaltung des Geographieunterrichts in Österreich. Wiener geographische Studienbehelfe. Verlag A. Schendl Wien, 1975, 306 Seiten
- H. Wohlschlägl, Ch. Sitte Hrsg.: „Geographie und Wirtschaftskunde“ – Unterricht in Österreich Mitte der achtziger Jahre. Wolfgang Sitte zum 60. Geburtstag. Sonderheft GW-Unterricht Nr. 23, 1986, 307 Seiten.
- W. Sitte, H. Wohlschlägl Hrsg. : Beiträge zur Didaktik des Geographie und Wirtschaftskunde – Unterrichts. Materialien zur Didaktik des GW-Unterrichts Bd. 16. Institut für Geographie und Regionalforschung der Universität Wien. 2001, 560 Seiten
- Helmut Wohlschlägl: Ein Frontgänger in Sachen Fachdidaktik im Gespräch mit Christian Vielhaber. In: GW-Unterricht H. 70 1998 S. 11-21